# Rolando Solomán
Rolando Solomán (* 23. Juni 1988) ist ein guatemaltekischer Radrennfahrer.
Rolando Solomán wurde 2007 bei der Nachwuchs-Rundfahrt Vuelta de la Juventud Guatemala zweimal Etappendritter und in der Gesamtwertung belegte er den zweiten Platz. Im nächsten Jahr wurde er guatemaltekischer Meister im Straßenrennen der U23-Klasse und erneut Etappendritter bei der Vuelta de la Juventud Guatemala. In der Saison 2009 konnte er den nationalen Meistertitel im Straßenrennen der Eliteklasse gewinnen.

## Erfolge
2008
- Guatemaltekischer Meister – Straßenrennen (U23)

2009
- Guatemaltekischer Meister – Straßenrennen

## Teams
- 2012 Insta-Cofi de Café Quetzal